# دروبال
دروبال نظام لإدارة المحتوى بمواقع شبكة الإنترنت، ويمكن أن يعمل أيضاً كنظام للتدوين أو كنظام لبناء تطبيقات الويب. بدأ تصميمه دريس بايتيرت ليكون برنامج لإنشاء المنتديات، ولكن دروبال تطور إلى أبعد من هذا نظراً لتصميمه الجيد وبنيته المرنة التي يمكن التحكم بها وتطويرها بسهولة. يستخدم دروبال في مواقع شهيرة مثل Debian Planet نسخة محفوظة 25 أبريل 2017 على موقع واي باك مشين. و Spread Firefox نسخة محفوظة 16 أكتوبر 2004 على موقع واي باك مشين..البرنامج مشهور في استخدامه في بناء المجتمعات القائمة على الويب.دروبال مكتوب بلغة برمجة بي اتش بي.

## معنى كلمة دروبال
تكتب بالعربية (دروبال)، وهي تعريب لفظي للاسم الإنجليزي Drupal، الذي أتى بدوره من الهولندية Druppel، والتي تعني بالعربية قطرة كما في «قطرة ماء».

## نظام إدارة المحتوى
يحتوي دروبال على بذرة أساسية، أو ما يمكن أن يسمى بقلب النظام. يدعم قلب النظام إضافة دوال برمجية تكتب خصيصا لتتوافق مع النظام. توفر هذه الدوال إمكانيات إضافية عديدة منها: إمكانية إضافة أنظمة للتجارة الإلكترونية، وألبومات الصور، وأنظمة إدارة القوائم البريدية، والدمج مع CVS.
إن تصميم نظام الدوال البرمجية في دروبال، بالإضافة إلى قاعدة الشيفرات الموثقة جيداً يجعلان من الأسهل بمكان على الأشخاص ذوي المعرفة بلغة بي إتش بي أن يكتبوا شيفرات تضيف مزايا جديدة للبرنامج. يستخدم البرنامج بكثرة في بناء المواقع التي تركز على مجموعات المستخدمين.

## نظام الصناديق في دروبال
يتيح نظام الصناديق Blocks إضافة أي محتوى في أي مكان داخل الصفحة بشرط أن يتوافق مع القالب المستخدم، فإذا كان القالب يقسم الصفحة إلى ثلاثة اعمدة، يمكن حينها إضافة أي محتوى نصيا كان أم غير نصي إلى أحد الاعمدة الثلاثة، ويمكن كذلك ترتيب المحتوى في العمود الواحد، فيتم تحديد من الأول ثم التالي بمرونه وسهولة عالية.

## دعم اللغة العربية
بداية من دروبال 6، أصبح دعم اللغة العربية (واللغات التي تكتب من اليمين لليسار عموما) مدمجا في دروبال، حيث يمكن للنظام عرض المواقع من اليمين لليسار ببساطة ودون أي تعديلات في السمات المستخدمة. كما توجد وحدات إضافية لدعم خلط النصوص العربية مع غير العربية.

### تعريب دروبال
يعمل فريق من المتطوعين على تعريب دروبال منذ الإصدارة 4.7 حيث يتوفر بواجهة عربية كاملة. في 20 فبراير 2010 صدر تعريب دروبال 6؛ آخر إصدارة مستقرة من دروبال.

## وصلات خارجية
- دروبال على موقع Open Hub (الإنجليزية)
- دروبال على موقع Free Software Directory (الإنجليزية)
- دروبال على موقع Framasoft (الفرنسية)
- الموقع الرسمي
- دليل بالمواقع التي تستخدم دروبال